# Сава Освећени
Сава Освећени (грч. Σάββας ὁ Ἡγιασμένος; Цезареја, 439 — Јерусалим, 5. децембар 532) је био монах и светитељ.

## Биографија
Рођен је 439. године у Кападокији, у хришћанској породици, од оца Јована и мајке Софије. У 17-ој години се замонашио.
Постоје документи који сведоче о учешћу Саве Освећеног у теолошким споровима који су се водили у Цариграду пре и током Четвртог васељенског сабора. Сава, који је био позван од стране цара Анастасија I, и на инсистирање патријарха Јерусалимског, показао се као доследни заштитник православља, што је изазвало незадовољство цара, присталице монофизита. После смрти цара Анастасија, а током владавине цара Јустина спор је окончан и Сава се вратио у свој манастир.
Сава Освећени је аутор повеље, назване по њему – повеља Светог Саве – у којој је регулисан редослед богослужења, и описана монашких традиција палестинских манастира 5. века. Писана је под утицајем манастирских повеља Светог Пахомије и Светог Василија Великог.
Православна црква прославља овог светитеља 18. децембра по Грегоријанском календару, односно 5. децембра по Јулијанском.